# Penicula advena
Penicula advena es una especie de mariposa de la familia Hesperiidae que fue descrita originalmente con el nombre de Rinthon advena, por M.W.K. Draudt, en 1923, a partir de ejemplares de procedencia desconocida.

## Distribución
Penicula advena tiene una distribución restringida a la región Neotropical y ha sido reportada en Brasil, Perú, Guyana Francesa, Suriname, Ecuador.

Plantas hospederas
No se conocen las plantas hospederas de P. advena.